# Даяна Оспіна (тенісистка)
Даяна Оспіна (англ. Diana Ospina; нар. 4 липня 1979) — колишня американська тенісистка.
Найвищу одиночну позицію світового рейтингу — 231 місце досягла 24 листопада, 2003, парну — 337 місце — 2 серпня, 2004 року.
Здобула 5 одиночних та 1 парний титул туру ITF.
Завершила кар'єру 2013 року.

## Фінали ITF

### Одиночний розряд (5–1)
| турніри $100,000 |
| турніри $75,000  |
| турніри $50,000  |
| турніри $25,000  |
| турніри $10,000  |

| Результат | Ранг | Дата            | Турнір                        | Покриття | Суперниця        | Рахунок       |
| --------- | ---- | --------------- | ----------------------------- | -------- | ---------------- | ------------- |
| Перемога  | 1.   | 4 жовтня 1997   | Мехіко, Мексика               | Тверде   | Жаклін Розен     | 6–2, 7–6      |
| Поразка   | 2.   | 31 травня 1998  | Ель-Пасо (Техас), США         | Тверде   | Олена Бовіна     | 6–3, 6–7, 6–7 |
| Перемога  | 3.   | 15 червня 2003  | Аллентаун (Пенсільванія), США | Тверде   | Джуел Петерсон   | 2–6, 6–2, 6–0 |
| Перемога  | 4.   | 13 червня 2004  | Аллентаун (Пенсільванія), США | Тверде   | Варвара Лепченко | 6–4, 6–2      |
| Перемога  | 5.   | 26 березня 2006 | Реддінг (Каліфорнія), США     | Тверде   | Енн Кеотавонг    | 6–3, 3–6, 6–1 |
| Перемога  | 6.   | 13 травня 2006  | Монсон, Іспанія               | Тверде   | Аманда Кін       | 6–4, 6–2      |

### Парний розряд (1–0)
| Результат | Ранг | Дата           | Турнір                        | Покриття | Партнерка     | Суперниці                        | Рахунок  |
| --------- | ---- | -------------- | ----------------------------- | -------- | ------------- | -------------------------------- | -------- |
| Перемога  | 1.   | 13 червня 2004 | Аллентаун (Пенсільванія), США | Тверде   | Анджела Гейнс | Корі Енн Авантс Варвара Лепченко | 6–0, 6–2 |